# TNNきょうの新潟
TNNきょうの新潟（ティーエヌエヌエヌきょうのにいがた）は1982年4月5日から1983年4月1日までテレビ新潟で平日夕方ローカルニュース番組で1年間放送された。